# 鲁道夫音乐厅
鲁道夫音乐厅（捷克語：Rudolfinum）是一座位於捷克首都布拉格的一个音乐厅。它是该市最重要的新文藝復興建築之一，位于伏尔塔瓦河畔的杨帕拉广场。 
這座建築物建於1876年至1881年之間，捷克儲蓄銀行為慶祝其成立50週年而興建了這座建築，並於1885年2月7日舉行了盛大的開幕儀式，成為一座多功能的文化設施，並配備音樂廳和展覽廳。該銀行請求奧匈帝國王位繼承人魯道夫大公將該建築以他的名字命名。魯道夫大公的名字還命名了新建的河岸（現在的阿爾索沃·納布熱茲）和相鄰的魯道夫橋。

## 歷史
1870年代，音樂廳建築選址在位於維爾塔瓦河東岸地區。經過公開競賽的選拔，隨後由建築師約瑟夫·季特克和約瑟夫·舒爾茨負責設計，並於1881年完工。建築以皇室王儲魯道夫的名字命名。並在1884年擴建了音樂廳，現在稱為「德沃夏克音樂廳」。新廳的一部分是由德國風琴製造公司威廉·薩爾（Wilhelm Sauer）在奥得河畔法兰克福製造的新管風琴。在後方區域還有一些較小的音樂廳。
建築頂部的閣樓裝飾著總共32座雕像：南側為音樂藝術家，北側為視覺藝術家。建築屋頂的雕像以及廣場上外部樓梯兩側的雕像，側門下的獅子雕像以及西邊通往展覽廳入口的司芬克斯雕像均由雕塑家珍德里赫·瓦茨拉夫·恰佩克、約翰·拉特豪斯基、伯納德·塞林（Bernard Seeling），托馬斯·塞丹，博胡斯拉夫·施尼爾赫、魯德維克·席梅克等雕塑家製作。建築最後於1885年2月7日舉行了盛大的開幕儀式。
在捷克斯洛伐克成立後，這座建築被稱為「藝術家之家」多次經過改建，戰間期期間，這裡曾是捷克斯洛伐克國民議會眾議院的所在地（改建由魯道夫·克日捷內茨基負責）。該議會在1919年至1939年期間在此開會。1920年和1927年期間，捷克斯洛伐克共和國總統托马斯·马萨里克曾在此宣布當選。在德沃夏克音樂廳正中央風琴下也曾有一座由揚·施圖爾西製作的馬薩里克總統大理石雕像，現後來在移至布拉格城堡的斯帕尼什音樂廳入口前。
在德國佔領時期，兼任波希米亞和摩拉維亞保護國的代理統治者萊因哈德·海德里希曾在魯道夫音樂廳設立辦公室，打算將其用於德國文化事務。戰後，這座建築成為新成立的布拉格音樂學院和捷克爱乐乐团的所在地。
最後一次全面重建發生在1990年至1992年，由建築師卡爾·普拉格領導。短暫時間內，這座建築還舉辦了布拉格國立美術館和裝飾藝術博物館的聯合展覽。然而這種概念並不成功，自1994年以來，根據捷克文化部的授權，此處被規劃作為魯道夫美術館的所在地。

## 設施
這座建築物目前是捷克愛樂樂團和魯道夫美術館的所在地。主要的音樂廳包括德沃夏克音樂廳，座位容量達到1148個。現代的管風琴已經是第三代，於1974年完工，是捷克愛樂樂團的財產。展覽活動於1994年恢復後成立了魯道夫美術館。該畫廊以展示舉辦臨時藝術展覽的藝術畫廊設施聞名。畫廊擁有1500平方米的展覽廳。在其存在的時間裡，畫廊在捷克藝術舞台上建立了重要地位，2017年的周年展覽吸引了161,824人次的參觀，成為捷克史上參觀人數最多的展覽。除了展覽廳，畫廊還設有供兒童和成人休閒和教育的藝術空間。建築物還設有全新翻新的風格咖啡廳。

## 画廊

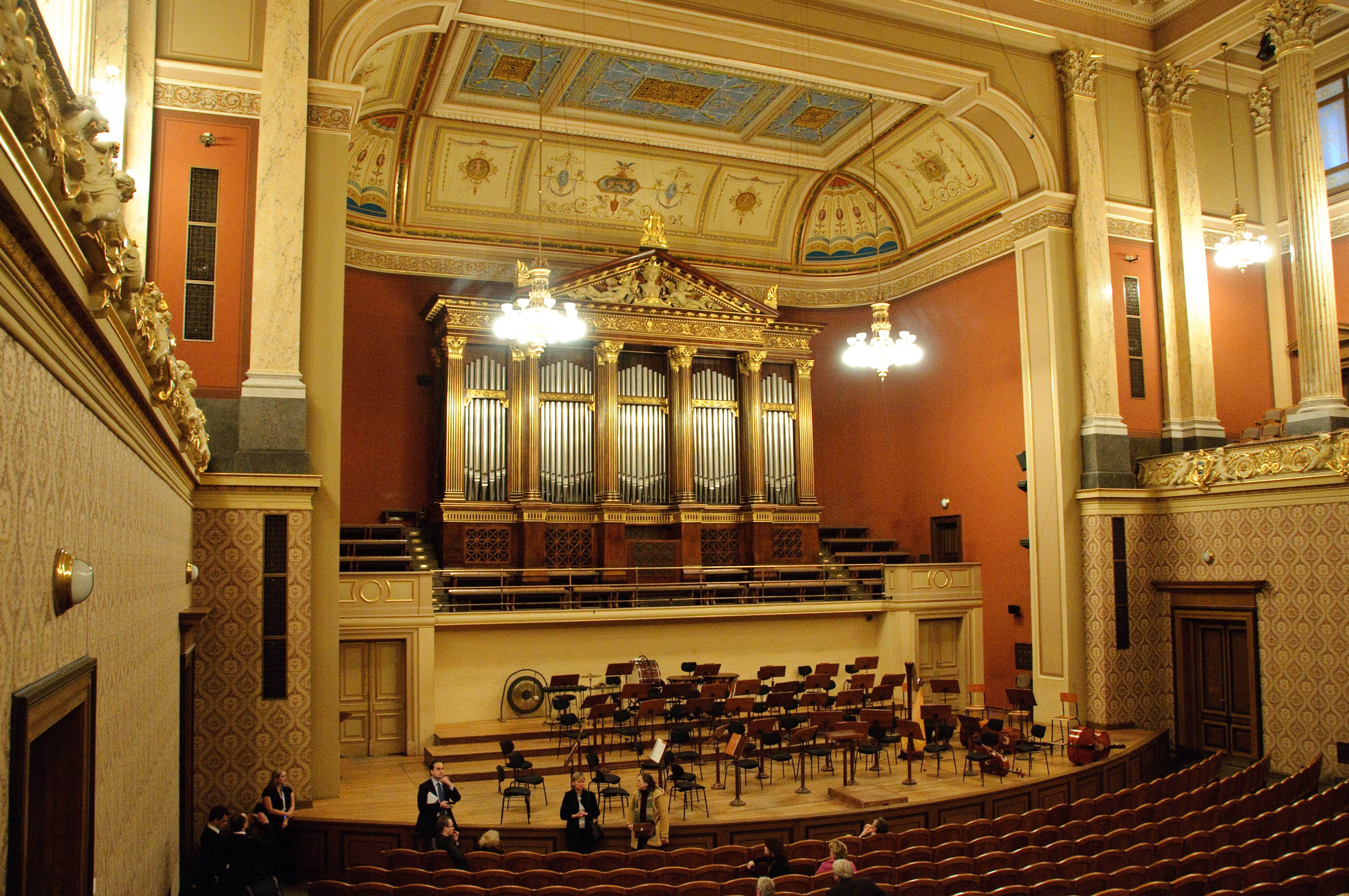
德沃夏克厅
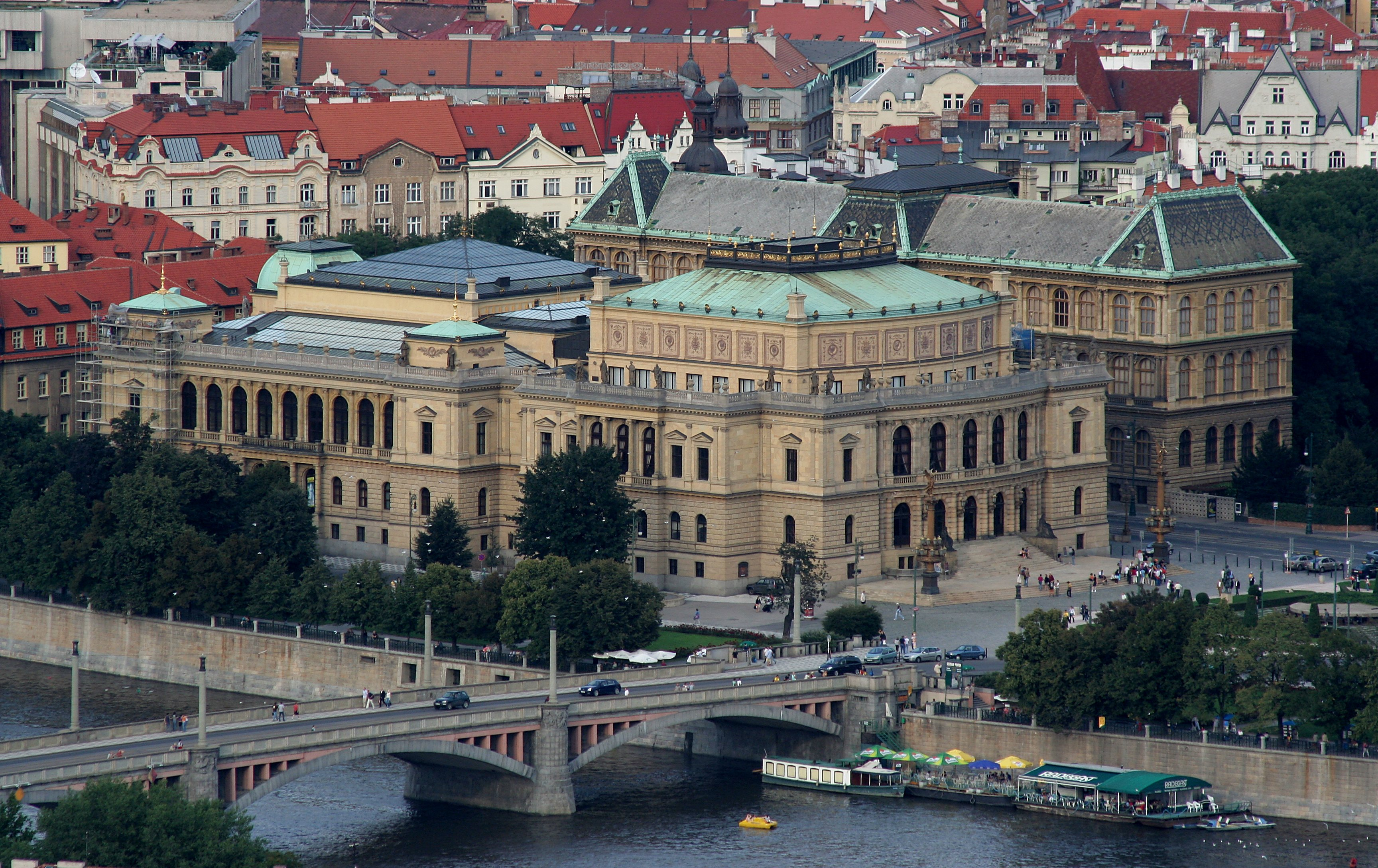
从莱特纳公园看鲁道夫音乐厅
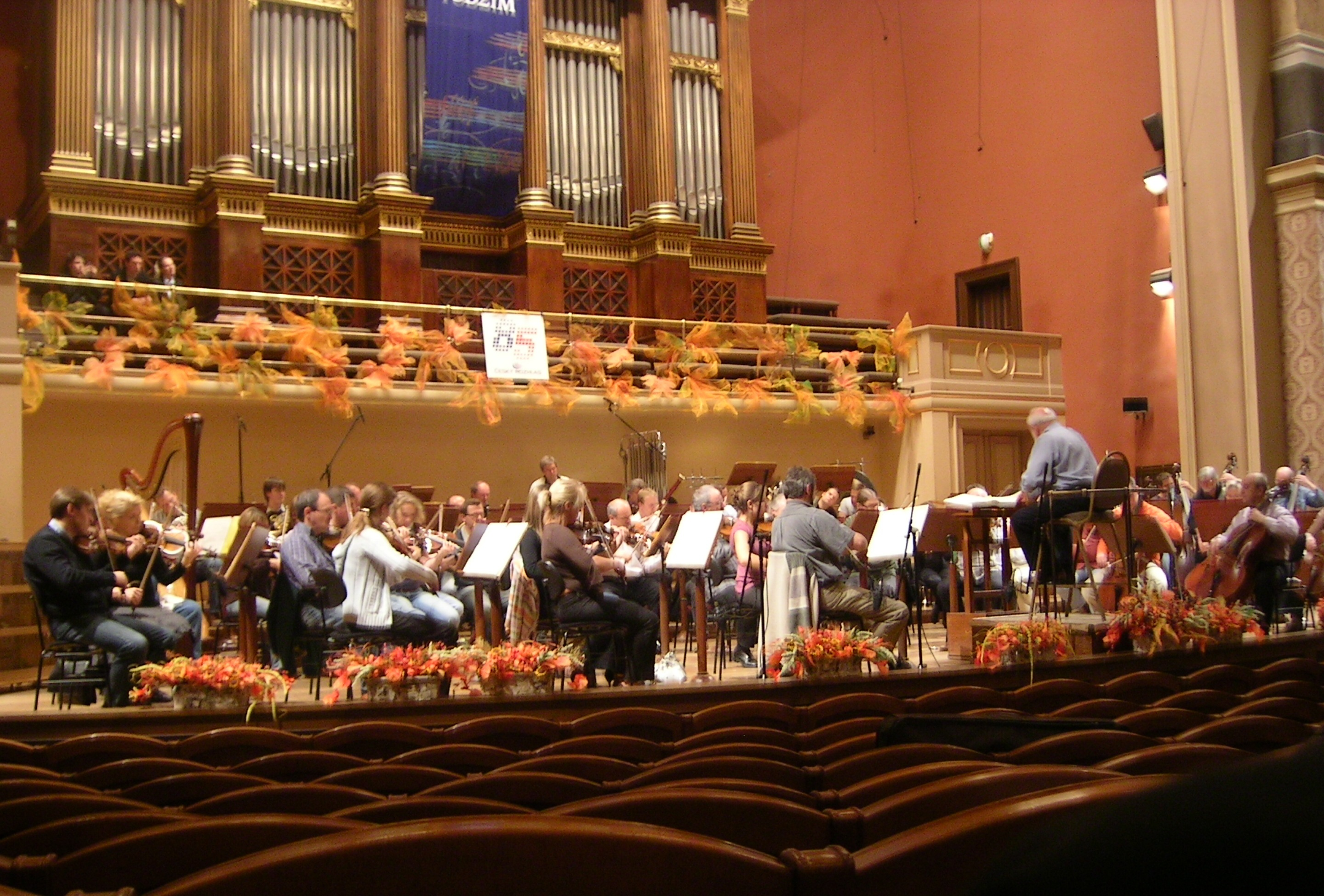
克里斯托弗·潘德列茨基，2008年布拉格秋季国际音乐节。
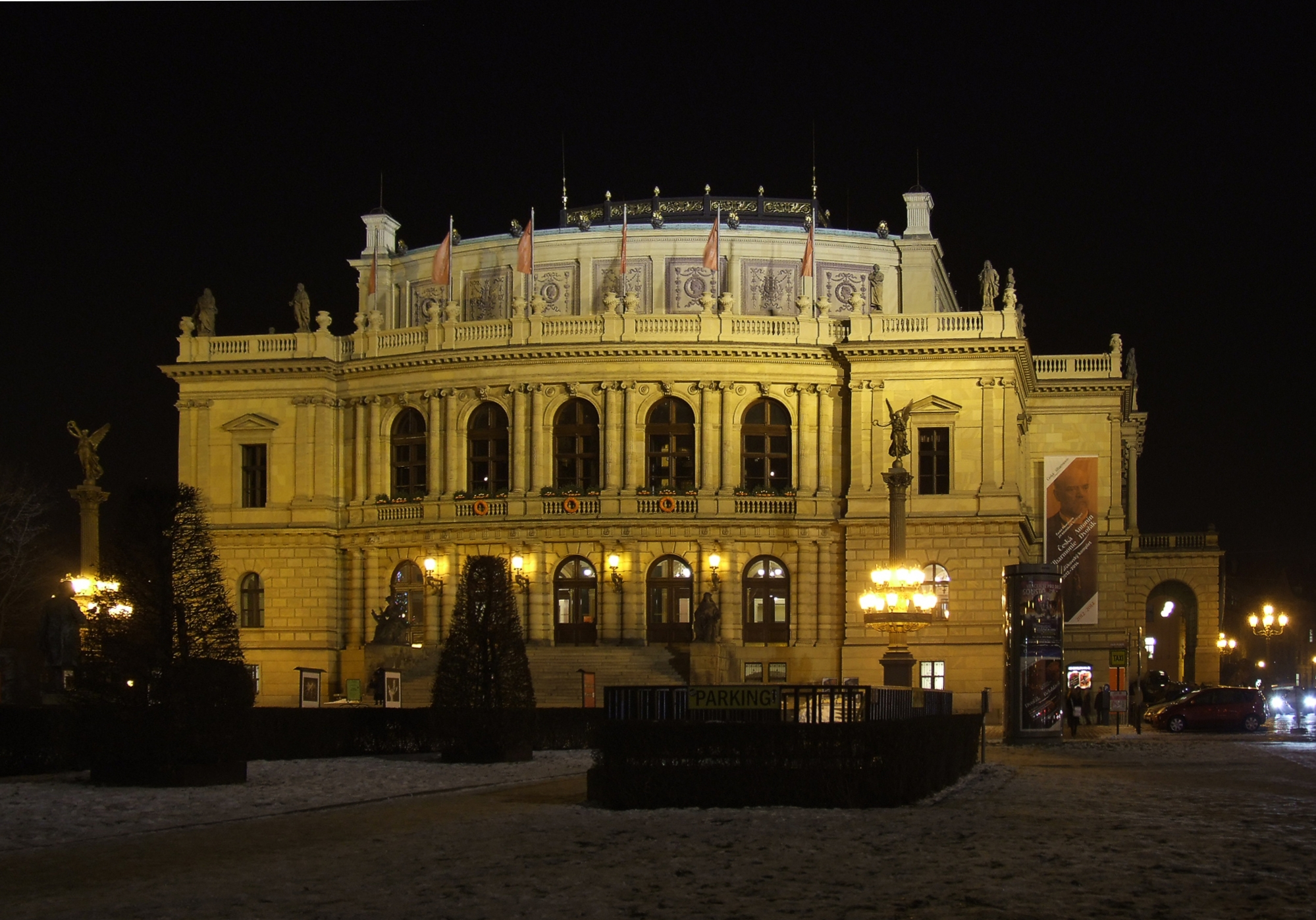
鲁道夫音乐厅夜景